# Hablawetz Franciska

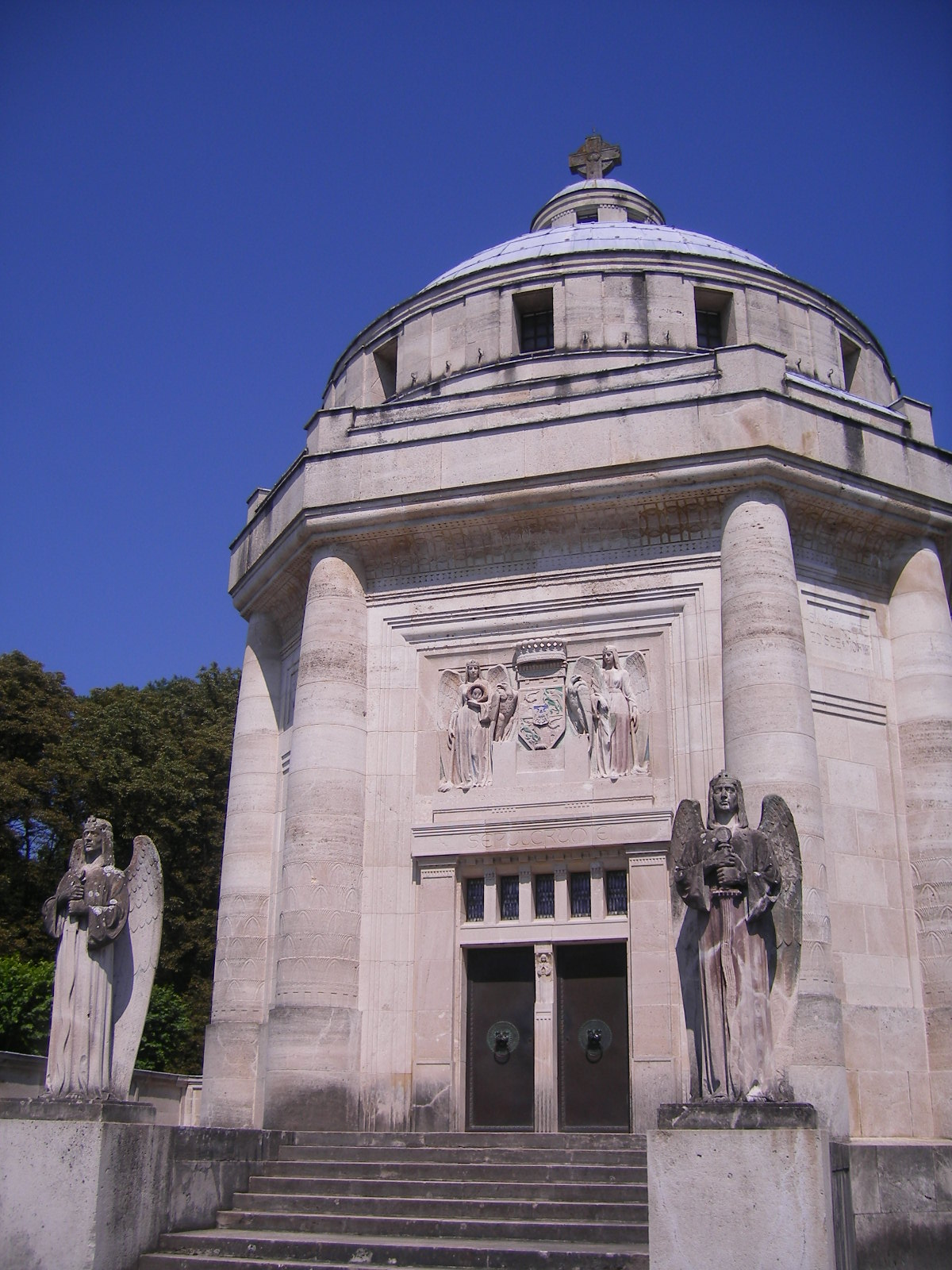
Végső nyughelye Krasznahorkaváralján, az Andrássy-mauzóleum

Franziska Seraphica Hablawetz (Bécs, 1838. október 4. – München, 1902. október 26.) bécsi polgárleány, gróf Andrássy Dénes felesége, művészetpártoló.

## Élete
1838. október 4-én Bécsben Franz Hablawetz és Barbara Dossler polgárpár leányaként született. Pisában 1866. április 6-án gróf Andrássy Dénes, gróf Andrássy György és Königsegg-Aulendorfi Franciska grófnő idősebbik fia, szülei tiltakozása ellenére feleségül vette. A rangon alul kötött házasság miatt férjének mint az Andrássy család hosszúréti ága örökösének le kellett mondania elsőszülöttségi jogáról, ezáltal azt öccse, Andrássy György (1846–1871) örökölte, azonban annak korai halála miatt az Andrássy-vagyon később visszaszállt Dénesre.
Hablawetz Franciska férjével nagyrészt Bécsben és Münchenben élt, ismert művészetpártoló volt, jótékonysági és kulturális intézményeket támogatott. Münchenben halt meg, 1902. október 26-án, 64 évesen. Előbb ott is temették el, majd 1904-ben hamvait átvitték Krasznahorkaváraljára, a férje által alapított Andrássy-mauzóleumba.
Rozsnyó főterén közadakozásból emelt szobra áll, melyet eredetileg 1905-ben állítottak fel. 

## Külső hivatkozások
- Andrássy család
- Krasznahorka vára